# Gracilimesus corniculatus
Gracilimesus corniculatus är en kräftdjursart som först beskrevs av Wiebke Brökeland och Brandt 2004.  Gracilimesus corniculatus ingår i släktet Gracilimesus och familjen Ischnomesidae. Inga underarter finns listade i Catalogue of Life.